# Tub de Geissler
Un Tub de Geissler és un primerenc tub de descàrrega de gas que s'utilitza per demostrar els principis de la descàrrega de llum elèctrica, similar a la il·luminació de neó moderna. Aquest tub va ser inventat pel físic i vidrier alemany Heinrich Geissler el 1857. Consisteix en un cilindre de vidre tancat, parcialment buit, evacuat, de diverses formes amb un elèctrode de metall en cada extrem, que conté gasos enrarits com neó, argó, o aire; mercuri vapor o un altre fluids conductors ; o minerals ionitzables o metall s, com sodi. Quan s'aplica un alt voltatge entre els elèctrodes, un corrent elèctric flueix a través del tub. El corrent dissocia els electrons de les molècules de gas, creant ions, i quan els electrons es recombinen amb els ions, el gas emet llum per fluorescència. El color de la llum emesa és característica del material dins del tub, i es poden aconseguir molts colors i efectes d'il·luminació diferents. Les primeres làmpades de descàrrega de gas, els tubs de Geissler eren articles de novetat, realitzats en moltes formes i colors artístics per demostrar la nova ciència de l'electricitat. A principis del segle xx, la tecnologia es va comercialitzar i es va convertir en il·luminació de neó.

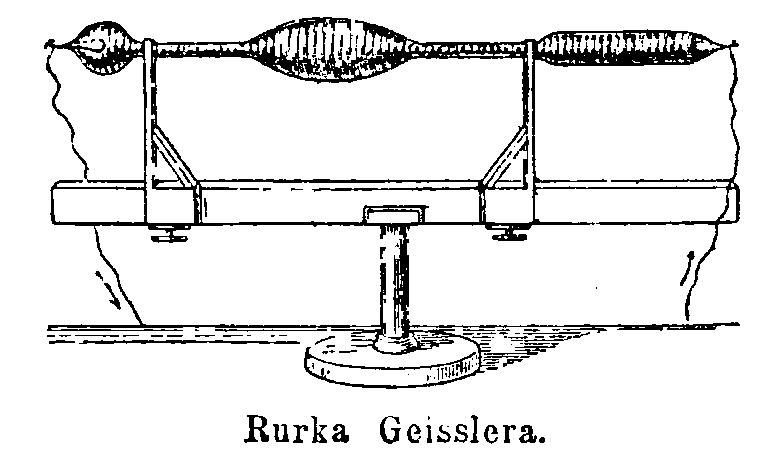
Orgelbrand Encyclop. (1900, polonès)

## Aplicació
Els tubs Geissler van ser produïts en massa des de la dècada de 1880 com a dispositius de novetat i entreteniment, amb diverses càmeres esfèriques i camins serpentins decoratius formats al tub de vidre. Alguns tubs eren molt elaborats i de forma complexa i contenien càmeres dins d'una carcassa exterior. Es podria obtenir un nou efecte girant un tub brillant a gran velocitat amb un motor; es pot veure un disc de color a causa de la persistència de visió. Quan un tub d'operació erar tocat per la mà, la forma de la descàrrega brillant a l'interior sovint canviava, a causa de la capacitat del cos.
Els tubs rectes simples de Geissler es van utilitzar en investigacions científiques de principis del segle XX com a indicadors d'alt voltatge. Quan un tub Geissler s'apropava a una font d'alta tensió que alternava actualment, com una bobina de Tesla o una bobina de Ruhmkorff, s'encendria fins i tot sense contacte amb el circuit. Es van utilitzar per sintonitzar el circuit LC de transmissor de ràdios per ressonància. Un altre exemple del seu ús va ser trobar nodes d'ones estacionàries en les línies de transmissions, com les línies de Lecher utilitzades per a mesurar la freqüència dels primers transmissors de ràdio.
Un altre ús cap a 1900 era com la font de llum en el refractòmetre de Pulfrich.
Els tubs de Geissler encara de vegades es fan servir en la docència de la física per demostrar els principis del tub de descàrrega de gas.

## Influència
Una de les conseqüències més significatives de la tecnologia de tub Geissler va ser el descobriment de l'electró i la invenció de tubs de buit electrònic. Cap a la dècada de 1870, les millors bombes de buit van permetre als científics evacuar els tubs de Geissler a un buit més alt; Aquests van ser anomenats tubs Crookes per William Crookes. Quan es va aplicar el corrent, es va trobar que el sobre de vidre d'aquests tubs brillava al final contrari al càtode. Observant que les ombres afilades es van colar a la paret del tub brillant per obstruccions en el tub davant del càtode, Johann Hittorf es va adonar que el resplendor va ser causat per algun tipus de raig que viatjava en línies rectes a través del tub des del càtode Aquests van ser anomenats raigs catòdics. En 1897 J. Thomson va demostrar que els raigs catòdics estaven constituïts per una partícula desconeguda prèviament, que va ser nomenada "electrònica". La tecnologia de control de les bigues d'electrons va resultar en la invenció de l'amplificació del tub de buit en 1907, que va crear el camp de l'electrònica i la va dominar durant 50 anys, i el tub de raió catòdic que es va utilitzar a radar i televisió.